# Badalhouce (higo)
Badalhouce es un cultivar de higuera tipo San Pedro Ficus carica bífera (con dos cosechas por temporada, las brevas-Lampos en primavera-verano, e higos-vindimos los higos de verano-otoño, solo se desarrollan mediante la caprificación), de piel con color de fondo verde blanquecino con sobre color amarillento. Se cultivan principalmente en la isla de Pico en  Azores.

## Sinonimias
- „Bacalar“? en el Algarve,
- „The Moonshine Fig“ en Canadá,[4][5][6][7]

## Historia
Dentro de la Unión Europea, España es, junto a Grecia y Portugal, el mayor productor de higos.
El cultivo extensivo de las higueras era tradicional en Portugal, especialmente en las regiones del Algarve, Moura, Torres Novas y Mirandela, así como en los archipiélagos de Madeira y las Azores. Se cosechaban los llamados « "figos vindimos" », que tenían como destino el mercado de los higos secos, para el consumo humano o industrial, pero también para la alimentación de los animales,
Era un higueral de baja densidad, entre 100 y 150 higueras por hectárea, con árboles de gran porte, baja productividad y mucha mano de obra. Todo esto, unido a la fuerte competencia de los higos provenientes del norte de África y Turquía, provocó un progresivo abandono de este cultivo.
Hoy día se está recuperando, pero orientada la producción para su consumo en fresco, imponiéndose variedades más productivas adaptadas a las exigencias y gustos del mercado, aumentando las densidades de plantación e incluso aportando la posibilidad de riego. La producción de higos para el mercado de fruta fresca tiene dos épocas distintas de producción. Una en mayo, junio y julio, que es la época de los « "figos lampos" » (brevas); y otra en agosto y septiembre, hasta las primeras lluvias, que es la época de los « "figos vindimos" » (higos).
El nombre de 'Badalhouce' procede del vocablo medieval del siglo XIV que designa a Badajoz, por lo que es probable que tenga un origen extremeño.
La variedad 'Badalhouce' fue descrita e ilustrado por Bobone (1932) como una variedad portuguesa, cultivada comercialmente, ampliamente distribuida en el Algarve, y en la isla de Pico.

## Características
La higuera 'Badalhouce' es una variedad bífera (con dos cosechas por temporada), del tipo San Pedro, donde desarrolla brevas de calibre mediano y los higos solamente si son caprificados con el polen de una higuera macho. Tanto las brevas como los higos son de un calibre mediano.
Los árboles 'Badalhouce' tienen porte esparcido, con hojas mayoritariamente de 5 lóbulos y menos de 7 lóbulos. Una de sus características descriptores es que sus hojas se distribuyen solamente en la parte superior de sus ramas. Generalmente producen dos cosechas, la breva-Lampo es la primera cosecha de mediados de mayo a finales de junio, que son piriformes, con cuello medio; color de piel de fondo verde blanquecino con sobre color amarillento; carne blanca de poco grosor; pulpa con color carmín, con aquenios de tipo medio, cavidad interna pequeña o ausente; jugosa, sabor muy dulce, con piel de textura lisa fina lo que le hace que tenga una resistencia a la  manipulación media. Se consume en fresco. Cosecha especialmente buena.
La segunda cosecha la de higos-vindimos solamente mediante caprificación, que son de forma turbinada; piel lisa; color verde claro amarillento; pulpa carmín oscura, de sabor muy dulce; textura fina; calidad muy buena tanto para consumo en fresco como seco; Tienen una mala manipulación.

## Cultivo
'Badalhouce' se trata de una variedad muy adaptada al cultivo de secano, con excelente producción de brevas de tamaño mediano y características que la hacen potencialmente muy atractiva para comercializar para su consumo en fresco y en seco. Muy cultivado isla de Pico, en Azores,